# 奧爾諾皮倫國家公園

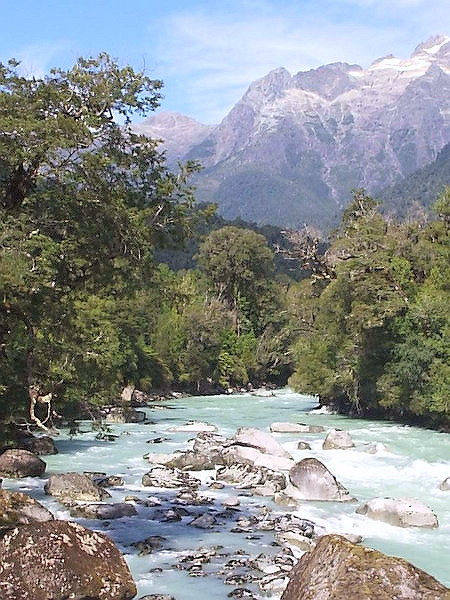

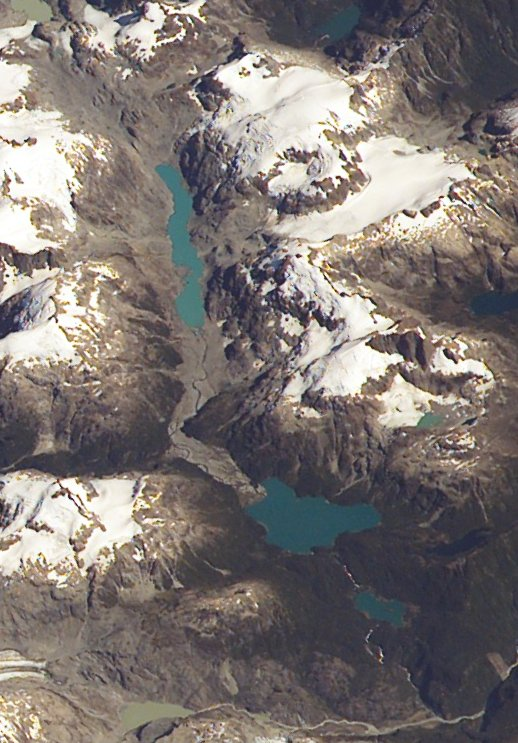

奧爾諾皮倫國家公園是智利的國家公園，位於該國南部，由湖大區負責管轄，成立於1988年，面積482平方公里，是25種哺乳類動物的棲息地。

## 外部連結
- Inexplorado Lake Expedition （页面存档备份，存于）
- Aerial photo of Inexplorado Lake